# Situations II
Situations II est un recueil d'articles de Jean-Paul Sartre publié en 1948. Dans la nouvelle édition d'Arlette Elkaïm-Sartre paru en 2012, Situations II est sous-titré septembre 1944 - décembre 1946. 

## Contenu

### Édition de 1948
- Présentation des Temps Modernes
- La responsabilité de l'écrivain
- Qu'est-ce que la littérature :
  - Qu'est-ce qu'écrire ?
  - Pourquoi écrire ?
  - Pour qui écrit-on ?
  - Situation de l'écrivain en 1947

### Édition de 2012
- « La République du silence », article sur la résistance, Lettres françaises, 9 septembre 1944, voir Situations III (1949) pour plus de détails.
- « Dullin et l'Espagne », article sur des pièces que monte Charles Dullin, Combat, 8 novembre 1944.
- « Paris sous l'Occupation », article sur l'occupation, La France libre, n° 49, 15 novembre 1944.
- « Une grande revue française à Londres », article qui présente la revue La France libre que dirige Raymond Aron, Combat, 7-8 janvier 1945.
- Reportages aux États-Unis :
  - Reportages pour Le Figaro - Première série : La France vue d'Amérique
  - Reportages pour Combats - Première série. Des articles sur le mode de vie américain.
  - Reportages pour Combats - Deuxième série. Des articles sur les questions économiques et sociales.
  - Reportages pour Combats - Troisième série. Des articles sur Hollywood.
  - Reportages pour Le Figaro - Deuxième série : En cherchant l'âme de l'Amérique
  - Reportages pour Le Figaro - Troisième série : Villes d'Amérique
  - Reportages pour Combats - Quatrième série. Des articles sur le monde du travail.
  - Reportages pour Le Figaro - Quatrième série : Retour des États-Unis. Ce que j'ai appris du problème noir
- « Quand Hollywood veut faire penser... (Citizen Kane, film d'Orson Welles) », article sur le film Citizen Kane d'Orson Welles, L'Écran français, n° 5, 1er août 1945.
- « Une semaine d'Apocalypse (La libération de Paris) », article pour le premier anniversaire de la libération de Paris, Clartés, n° 9, 24 août 1945.
- « Qu'est-ce qu'un collaborateur », article sur la collaboration, La République française (New York), août et septembre 1945. Voir Situations III (1949) pour plus de détails.
- « Présentation des Temps Modernes », article de présentation de la revue Les Temps modernes, Les Temps modernes, n° 1, octobre 1945.
- « La fin de la guerre », article sur la fin de la Seconde Guerre mondiale, Les Temps modernes, n° 1, octobre 1945.
- « Le nationalisme de la littérature », article sur la critique et l'existentialisme, Les Temps modernes, n° 2, novembre 1945.
- « Portrait de l'antisémite », article sur l'antisémitisme qui deviendra la première partie de Réflexions sur la question juive, Les Temps modernes, n° 3, décembre 1945.
- « La liberté cartésienne », introduction à un recueil de textes de Descartes qu'à fait Sartre pour les éditions des Trois Collines, Genève-Paris, 1946.
- « New York, ville coloniale », article sur New York, paru en anglais sour le titre « Manhattan, the great american desert », Town and Country, mai 1946.
- « Matérialisme et révolution », article sur le PCF et le marxisme, Les Temps modernes, n° 9 et 10, juin et juillet 1946.
- « U.S.A : Présentation », article de présentation d'un numéro spécial des T.M consacré aux États-Unis, Les Temps modernes, août-septembre 1946.
- « Écrire pour son époque », article écrit probablement en juin 1946 et en réponse aux réactions à son « Présentation des Temps Modernes », Les Temps modernes, juin 1948.
- « Les mobiles de Calder », article du catalogue d'une exposition de Calder à Paris à la galerie Louis-Carré du 25 octobre au 16 novembre 1946.
- « La guerre et la peur », article sur les débuts de la guerre froide, Franchise, n° 3, novembre-décembre 1946.
- « Lettre ouverte au New York Times », lettre en réponse aux réactions à ses « Reportages pour Le Figaro», New York Times, 30 janvier 1945.
- « À la Kafka », court article pour défendre le réalisateur Henri-Georges Clouzot, Les Temps modernes, octobre 1945.
- « Les romanciers américains vus par les Français », texte d'une conférence « American Novelists in French Eyes » donnée à l'université Yale où il insiste sur l'importance de Faulkner, Dos Passos et Hemingway, Atlantic Monthly, août 1946.
- « Bars de New York », trois petits tableaux sur des bars, « Pink Elephant's Bar », « Billie's Bar » et « Nick's Bar, New York City », seul le dernier a été publié dans America, juin 1947.